# Gurmels
Gurmels (fr. Cormondes, frp. Kormondè) – gmina (fr. commune; niem. Gemeinde) w Szwajcarii, w kantonie Fryburg, w okręgu Lac. Położona nad rzeką Sarine. 1 stycznia 2003 do gminy przyłączono gminy Guschelmuth, Liebistorf i Wallenbuch, a 1 stycznia 2005 gminę Cordast.

## Demografia
W Gurmels mieszkają 4524 osoby. W 2020 roku 11,5% populacji gminy stanowiły osoby urodzone poza Szwajcarią.

## Transport
Przez teren gminy przebiega droga główna nr 177. 